# Kostadinka Radkova
Kostadinka Ivanova Radkova (in bulgaro Костадинка Иванова Радкова?; Sofia, 26 giugno 1962) è un'ex cestista bulgara.

## Carriera
Con la Bulgaria ha disputato due edizioni dei Giochi olimpici (Mosca 1980, Seul 1988), due dei Campionati mondiali (1983, 1990) e sei dei Campionati europei (1980, 1981, 1983, 1985, 1987, 1989).